# 禾仓村
禾仓村，是中华人民共和国广东省广州市从化区江埔街道所辖的一个行政村。村委会设在禾仓岗，位于江埔街道东面约2千米处。1958年人民公社化时成立禾仓大队，因驻在禾仓岗而得名。1983年12月并入禾睦乡，1987年1月分出改称村。辖14条自然村（白楼村、根竹园、羊贝岭、石桥、姓钟围、姓梁围、迎福里、三多里、姓谭围、姓龙围、新姓钟、姓江围、谭村、新谭村）。1998年时，全村共有490户，人口3001人。